# بورخر
بورخر (به هلندی: Borger) یک منطقهٔ مسکونی در هلند است که در بورخر-ادورن واقع شده‌است. بورخر ۴٬۸۰۰ نفر جمعیت دارد.